# Alexandra Biriukova
Alexandra Biriukova (Vladivostok, 10 de julho de 1895 - Richmond Hill, 10 de fevereiro de 1967) foi uma arquiteta e enfermeira canadense. Ela é conhecida por ser a primeira mulher na Associação de Arquitetos de Ontário e por seu projeto da residência de Lawren Harris. Ela foi a segunda mulher a se registrar como arquiteta no Canadá.

## Vida
Biriukova nasceu em Vladivostok, no então Império Russo. Seu pai era Dimiti Biriukoff, que era o engenheiro civil chefe na primeira ferrovia transiberiana.  Em 1911, Biriukova estudou arquitetura e se formou na Escola de Arquitetura de Petrogrado. Ela e sua família deixaram o país durante a Revolução Russa e se mudaram para Roma. Em 1925, em Roma, ela recebeu uma pós-graduação em arquitetura pela Royal Superior School of Architecture. Entre 1924 e 1929, trabalhou em Roma para o arquiteto Arnoldo Foschini. Em 1929, ela se mudou Toronto, onde morava sua irmã Yulia Biriukova, uma artista.  Ela se registrou na Associação de Arquitetos de Ontário (OAA) em 1931.

## Trabalhos
Em Toronto, acredita-se que sua primeiro projeto tenha sido o interior de uma Igreja Ortodoxa Russa .  No entanto, o trabalho mais reconhecido de Biriukova é a residência de Lawren Harris, que foi projetada no estilo Art Déco e é uma das poucas casas a serem construídas em Toronto durante o período das vanguardas. A construção da casa, localizada em Forest Hill, começou em 1931. A casa é simétrica, suave e composta de "massas quase austeras de dois e três andares". Embora os projetos para a casa tenham sido inicialmente preparados por Douglas Kertland, ela reformulou os projetos a pedido de Harris e por isso é creditada pelo projeto definitivo. O design de Biriukova foi considerado "radical" na época e a casa de Harris recebeu uma recepção crítica negativa de seus contemporâneos.  Hoje, no entanto, o edifício é reconhecido: a OAA o nomeou um dos dez melhores edifícios Art Déco em Toronto.
Biriukova não foi bem reconhecida na história da arte devido aos historiadores da arquitetura "que tentaram diminuir o papel que ela desempenhou no design da famosa casa de Harris". Embora ela tenha sido creditada como a arquiteta nos desenhos do contrato, alguns historiadores "questionaram quanto crédito Biriukova deveria receber por esta casa elegante e icônica".  Geoffrey Simmins, historiador de arte da Universidade de Calgary, afirmou, com poucas evidências, que Harris poderia ter influenciado a maior parte do design da casa, dizendo: "Certamente o plano geométrico da casa e a sequência clara e axial de espaços ... concordam com interesses próprios de Harris."  Cynthia Hammond chama essas leituras do trabalho de Biriukova de "narrativas perturbadoras", carregadas de suposições de gênero.
Parece provável que Biriukova, vinda da Europa, já estivesse ciente dos "arquitetos russos vanguardistas da pré-revolução e dos projetos modernistas da Bauhaus", e seu design refletia "o estilo internacional emergente emanado da Europa. Harris esteve na Europa antes da construção, e "procurou conscientemente precedentes europeus para o design de sua casa".
No entanto, depois de trabalhar na casa de Harris, ela não recebeu mais comissões. Outros historiadores da arquitetura, como Ayla Lepine, se perguntaram se isso aconteceu porque o modernismo era "demais para os canadenses conservadores" ou se a Grande Depressão diminuiu as oportunidades para arquitetos, ou ainda se era por ela ser uma mulher russa.

## Últimos anos
Em 1934, Biriukova se registrou como enfermeira e nunca mais praticou arquitetura. Em vez disso, ela trabalhou no Toronto Free Hospital for Consumptive Poor até se aposentar na década de 1960. Morreu em Richmond Hill, perto de Toronto, em 1967, aos 71 anos.